# Praia Fluvial de Nandufe
A Praia Fluvial de Nandufe situa-se na zona do Castro do Rio Dinha, em Nandufe (Tondela), Portugal. Esta praia foi inaugurada em 2009.